# Darłowo
Darłowo (v českém přepise též Darlovo, německy Rügenwalde, kašubsky Dirlowò) je přímořské město v severozápadním Polsku v Západopomořanském vojvodství v okrese Sławno. Město leží při ústí řeky Wieprzy do Baltského moře. Dobře zachované historické jádro s významnými památkami a nedaleké moře přitahuje do města mnoho turistů. V roce 2024 zde žilo 12 466 obyvatel. Nejbližšími významnými městy jsou Koszalin a Słupsk.
Pod Darłowo též administrativně spadá přilehlé Darłówko a městská část Racisław.

## Poloha

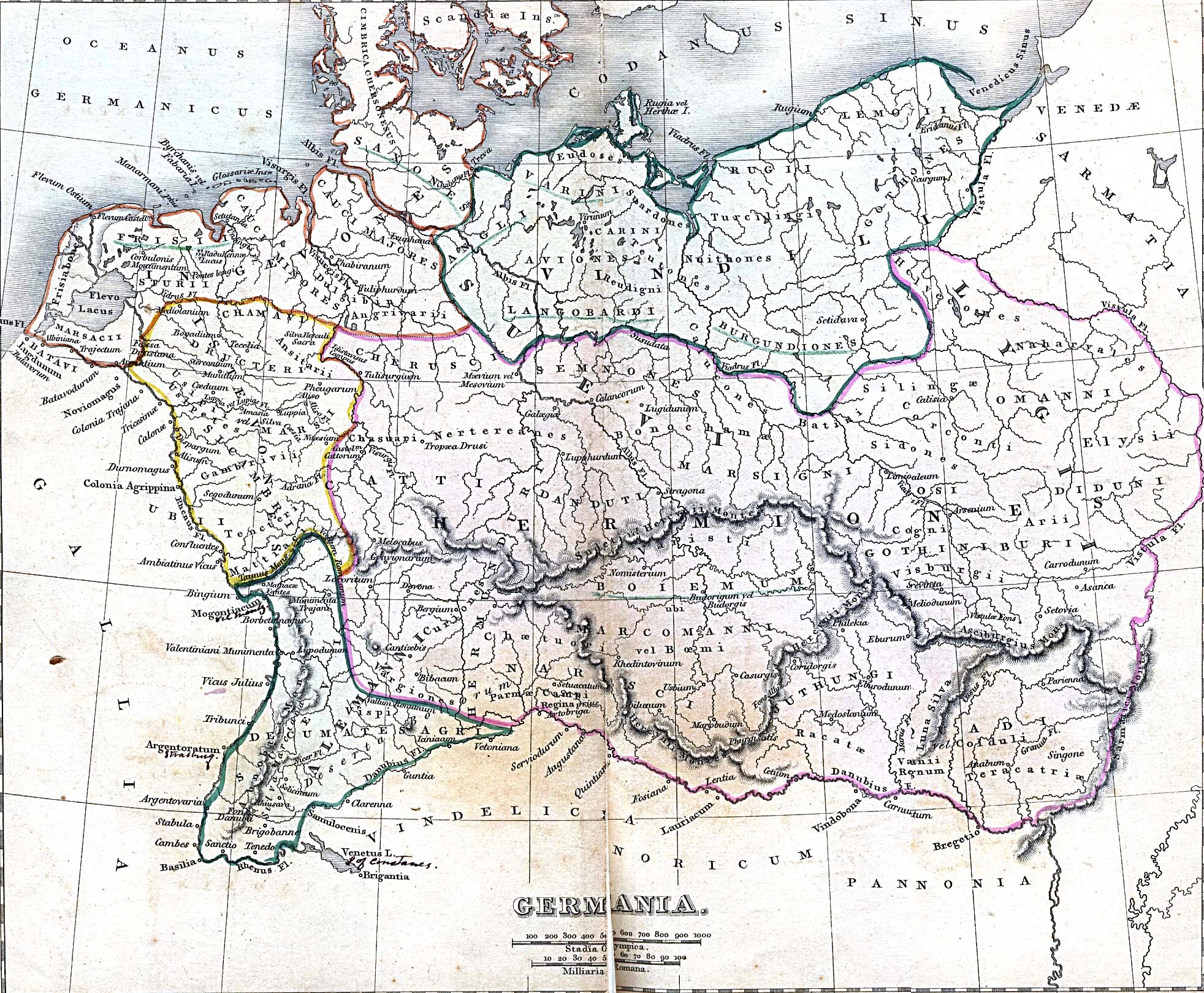
Město Rugium (Rügenwalde) na pobřeží Baltského moře v osídlené oblasti „Magna Germania“ od Rýna k Visle kolem roku 150 n. l., podle Claudia Ptolemaia (rekonstruovaná mapa v atlasu z 19. století).

Darłowo se nachází v Západopomořanském vojvodství v Sławieńském okrese na řece Wieprze, asi 120 km západně od Gdyně, 160 km severovýchodně od Štětína, zhruba 20 km severozápadně od Sławna. Samotné město pobřeží nemá, přímo u moře se nachází asi dva kilometry vzdálené Darłówko.
Jihozápadně od města se nachází vojenské letiště polského námořnictva, jedno ze dvou míst, kde sídlí Základny námořního letectva (Baza Lotnictwa Morskiego) 44. pluku. Slouží také jako základna pro vrtulníky SaR.

## Název města
Dlouho před založením města existoval v oblasti hrad Thirlow eboli Dirlow se stejnojmennou kastelánií, hradní čtvrť označovaná v latinských dokumentech jako terra Dirlova. Hrad se však nacházel poblíž ústí řeky Wieprzy, několik kilometrů od místa, kde později vzniklo město Rügenwalde. Současný polonizovaný název města pochází od tohoto hradu. Starý německý název města je Rügenwalde, to za své jméno vděčí germánskému kmeni Rugiů.

## Historie

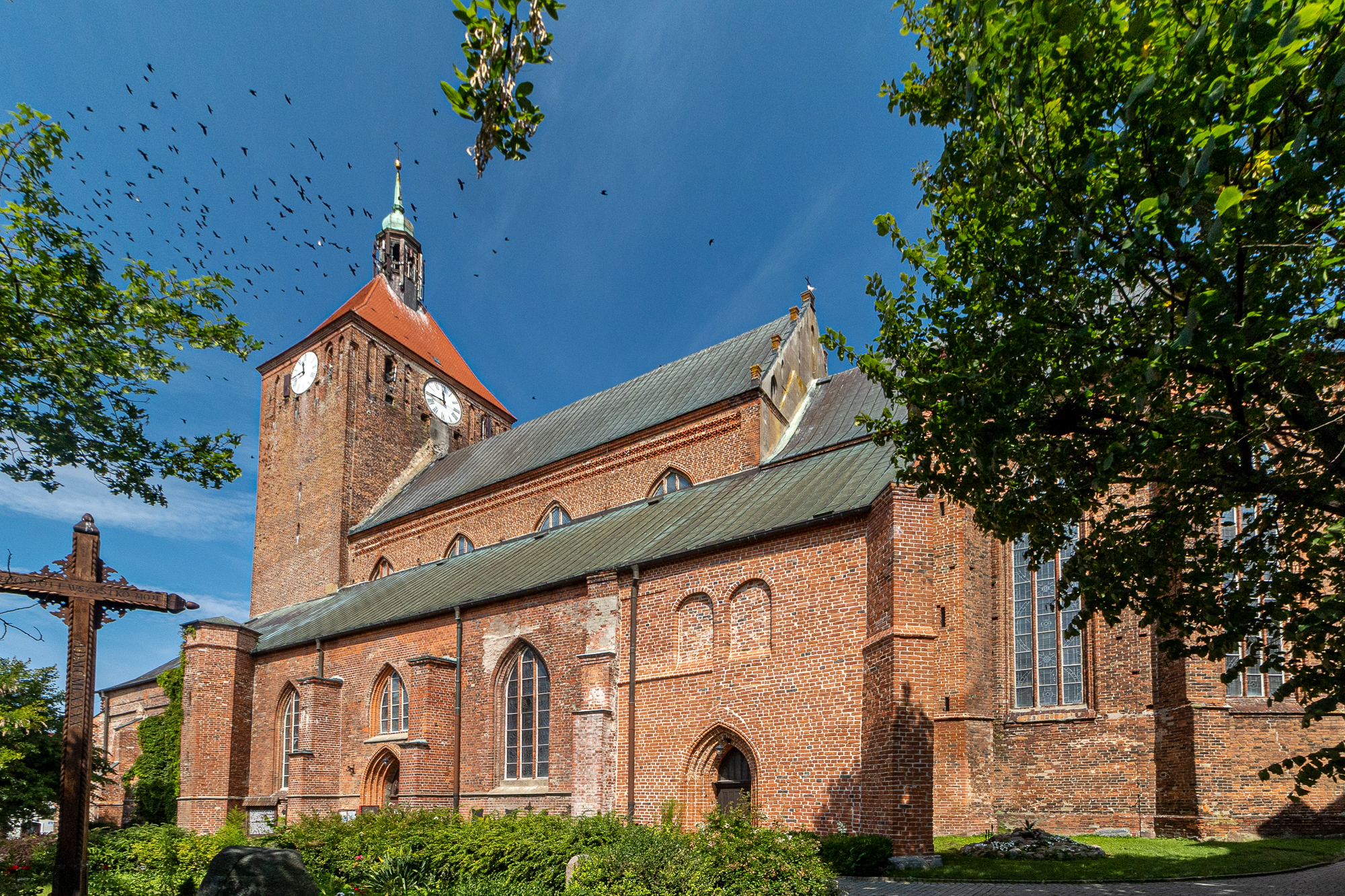
Darlovský kostel Panny Marie Čenstochovské

Darłowo (původně Rügenwalde) bylo založeno v oblasti Slavenska, kde četné archeologické nálezy, jako kamenné nástroje, urny, brože, spony a prsteny, naznačují rané osídlení. Město se však nenachází na místě, kde Ptolemaiova mapa Germania Magna zobrazuje rugijskou osadu zvanou „Rugium“. Podle této mapy leželo Rugium na levém břehu řeky Grabowé, zatímco centrum Darłowa leží na pravém břehu řeky Wieprzy, několik kilometrů odtud. Město Rügenwalde však vděčí za své jméno Rugiům.
Když kníže Měšek I. koncem 10. století toto území připojil k Polsku, již se zde údajně nacházela tvrz nazývaná Dirlov.
První doložená zmínka o městě jako o městě pochází z 5. února 1271 v listině vydané na hradě Sławno, v níž vévoda Vitoslav II. Rujánský převedl dva domy a dva hektary pozemků v „Ruyenwolde“ (Rügenwalde“) klášteru Buckow. Předpokládá se, že Vitoslav II. slovanskou osadu přemístil v roce 1270 podle lübeckého práva a udělil mu městská práva.

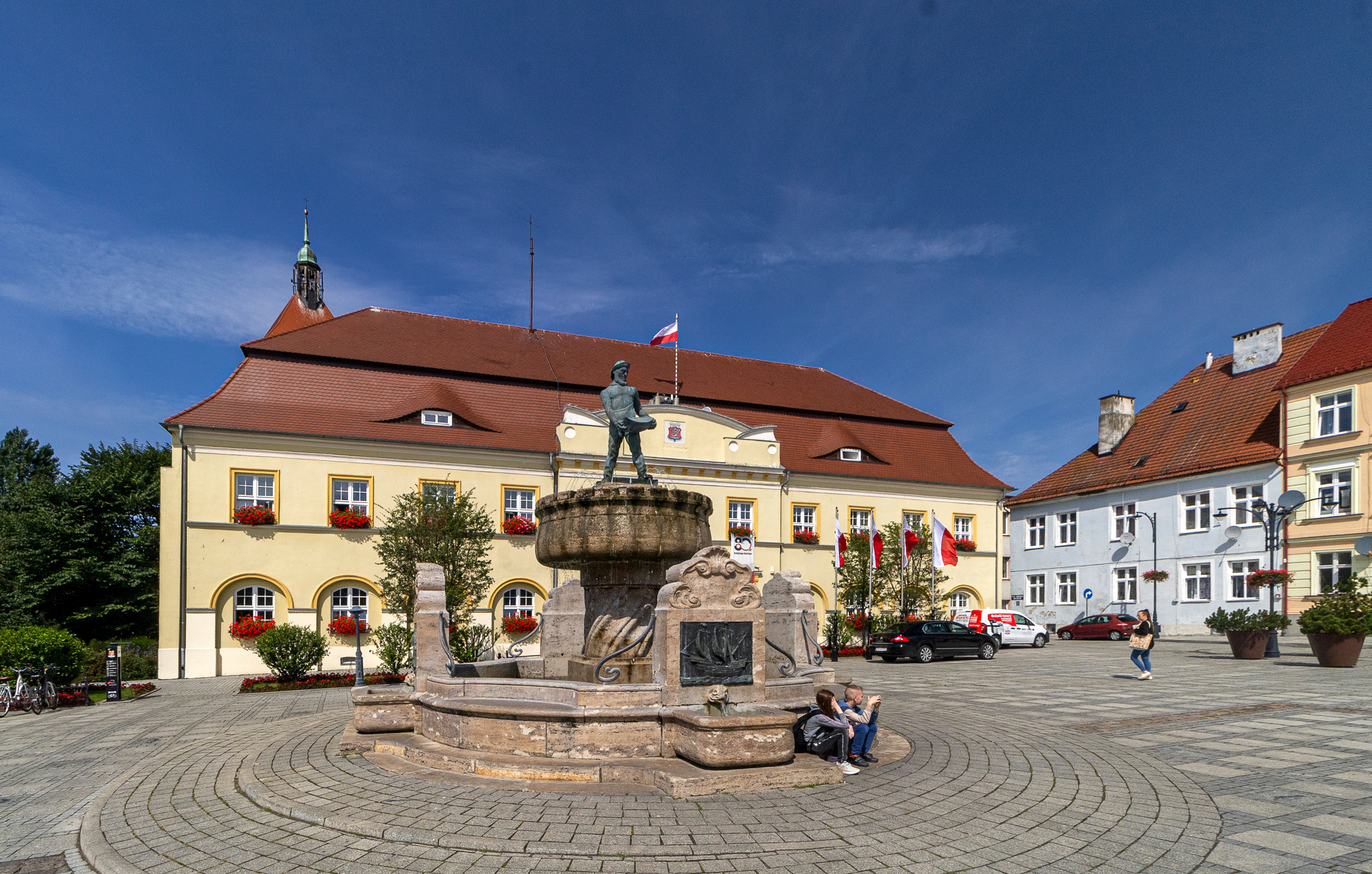
Darlovská radnice s pomníkem Rabáře

Oblast původně patřila k pomořanskému panství Sławno-Słupsk. Poté, co vymřel pomořanská větev rodu Griffinů, připadlo po roce 1227 území včetně oblasti pozdějšího města Darłowo do vlastnictví pomořanského vévody Svatopluka II. Po jeho smrti v roce 1266 se do oblasti kolem měst Sławno a Darłowo kolem roku 1269 přestěhoval vévoda Barnim I. Pomořanský a v roce 1270 ji zastavil vévodovi Vitoslavovi II. Rujánskému.
Ve 13. století se Polsko začalo „drobit“ a Pomořansko připadlo Německu, kterému pak zůstalo po celý středověk i novověk.
Kolem roku 1382 se zde narodil Erik Pomořanský, král Dánska, Švédska a Norska, který zde také 16. června 1459 zemřel.
Teprve roku 1945, po Druhé světové válce, se Darłowo po 600 letech vrátilo Polsku.

## Pamětihodnosti
Staré město je velmi dobře zachované, s velkolepým čtvercovým náměstím a radnicí, s pozdně gotickým kostelem Panny Marie, zámkem pomořanských knížat a zbytky hradeb.
- Zámek pomořanských knížat, založený roku 1352, je malebná stavba nad vodou s věží vysokou 24 metrů. Od roku 1930 slouží jako muzeum.
- Kostel Panny Marie Čenstochovské, pozdně gotická cihlová stavba z let 1321-1394 s věží v průčelí. Kostel sloužil i jako pohřebiště Pomořanských knížat a jsou v něm jejich náhrobky, počínaje náhrobkem knížete Erika I. Pomořanského z roku 1459.
- Radnice na náměstí, přestavěná v barokním slohu roku 1725.
- Hřbitovní kostel svaté Gertrudy, gotická centrální stavba z 15. století s vysokou střechou na dvanáctibokém půdorysu.[4]
- Přímořské letovisko Darłówko s prostornou písečnou pláží.
- Maják v Darłówku

## Fotogalerie

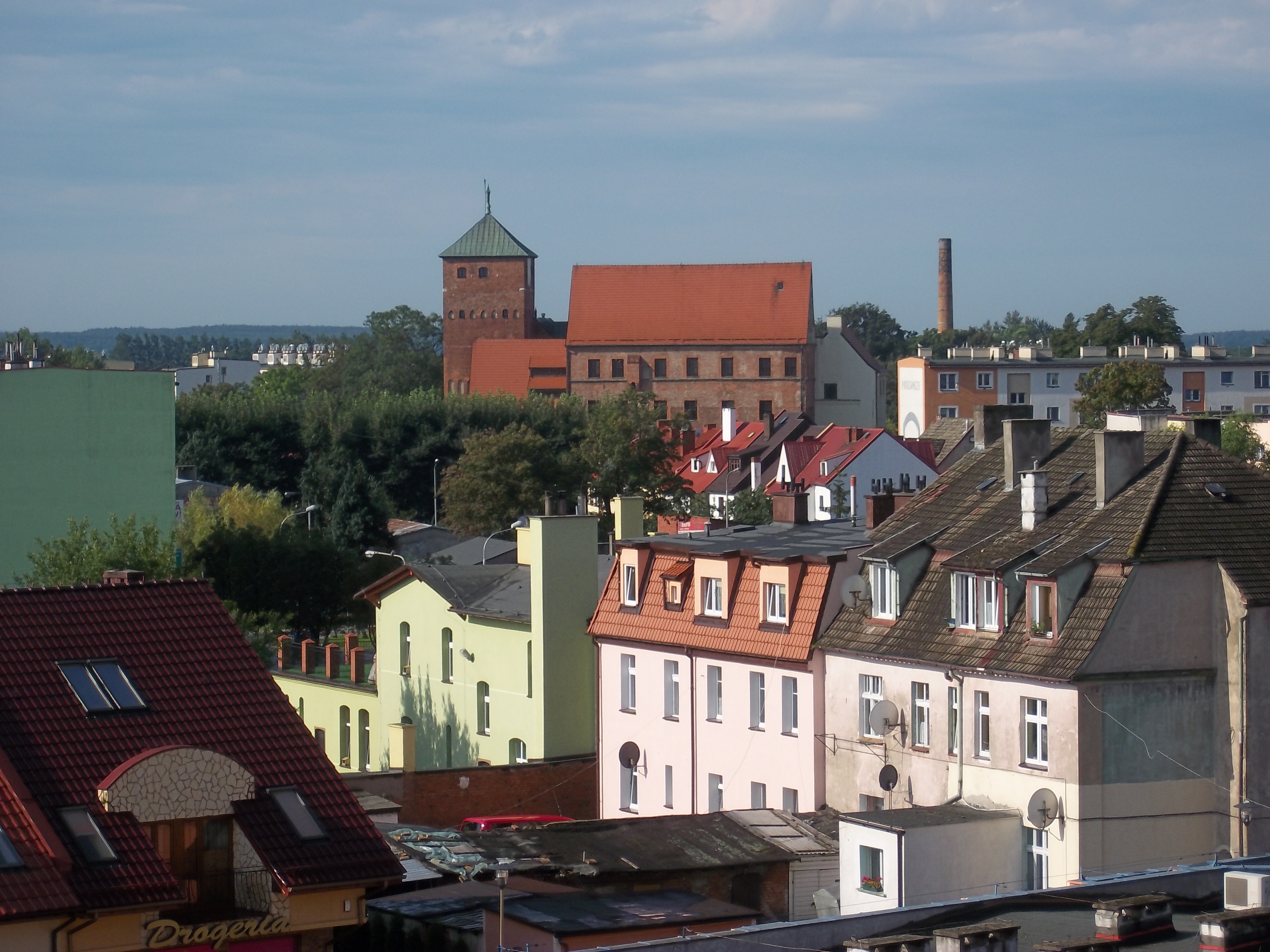
Darlowo, zámek
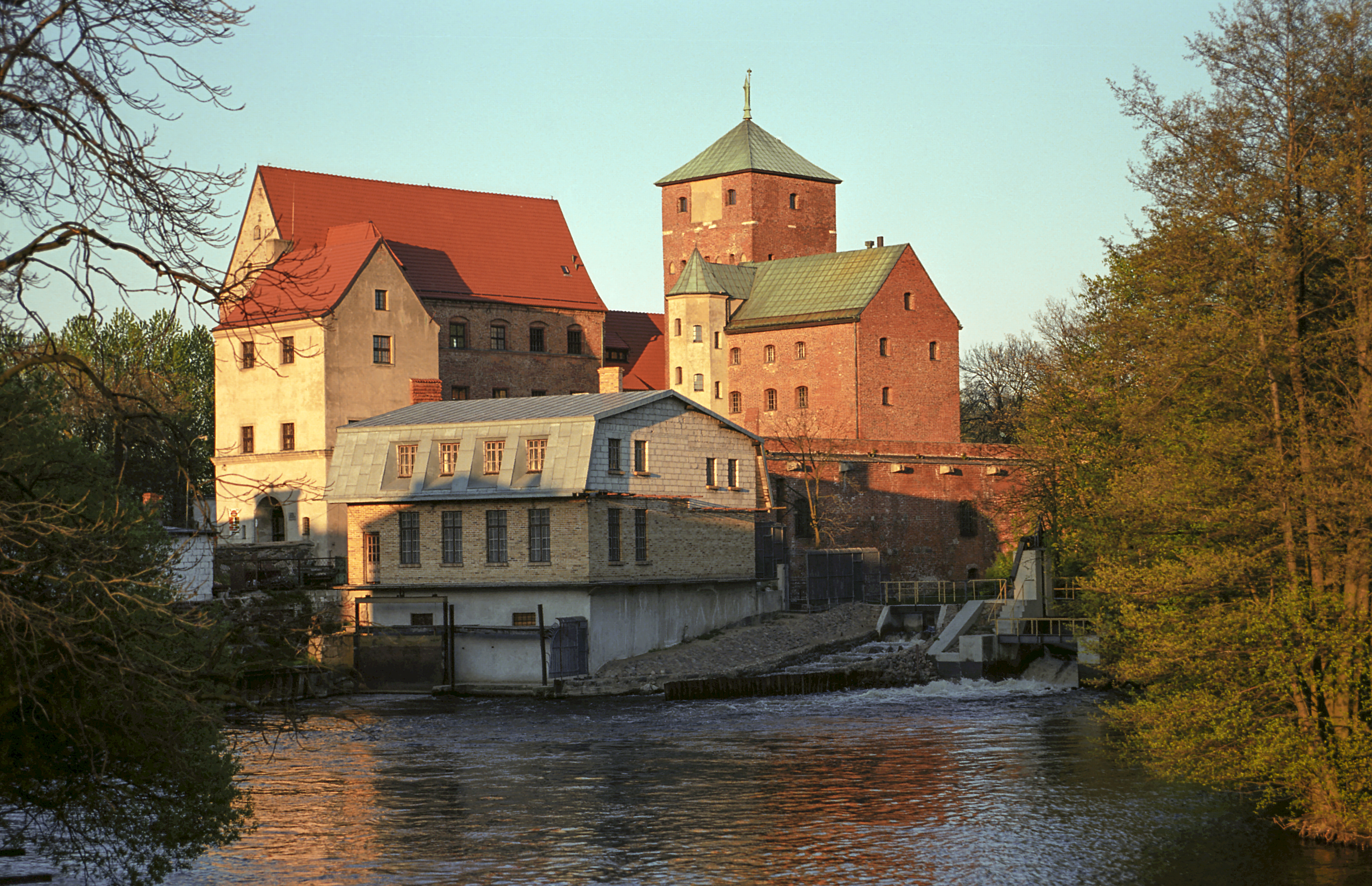
Darlowo, zámek
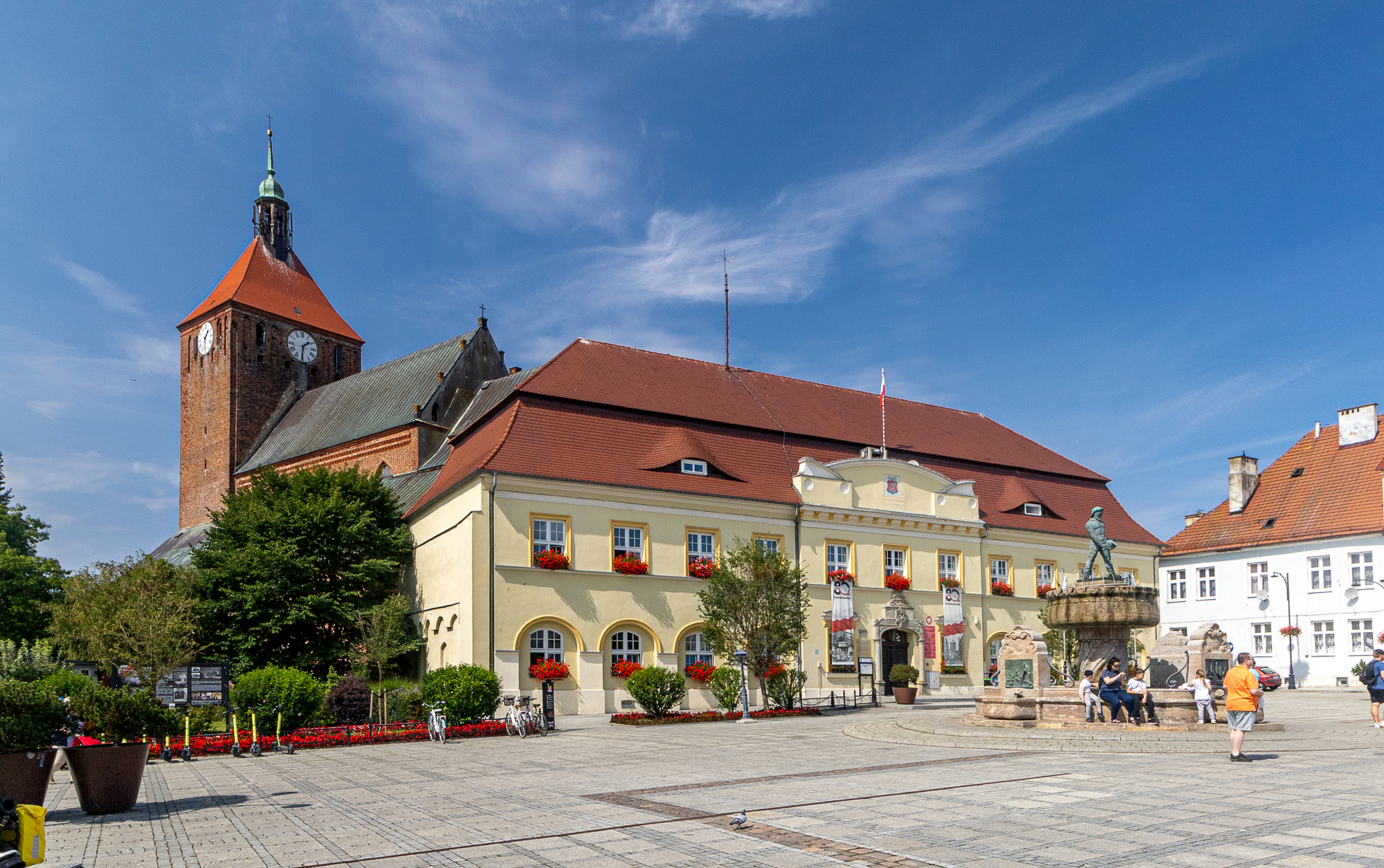
Tržní náměstí (Tadausze Kośczuszka) s radnicí, v pozadí kostel Panny Marie
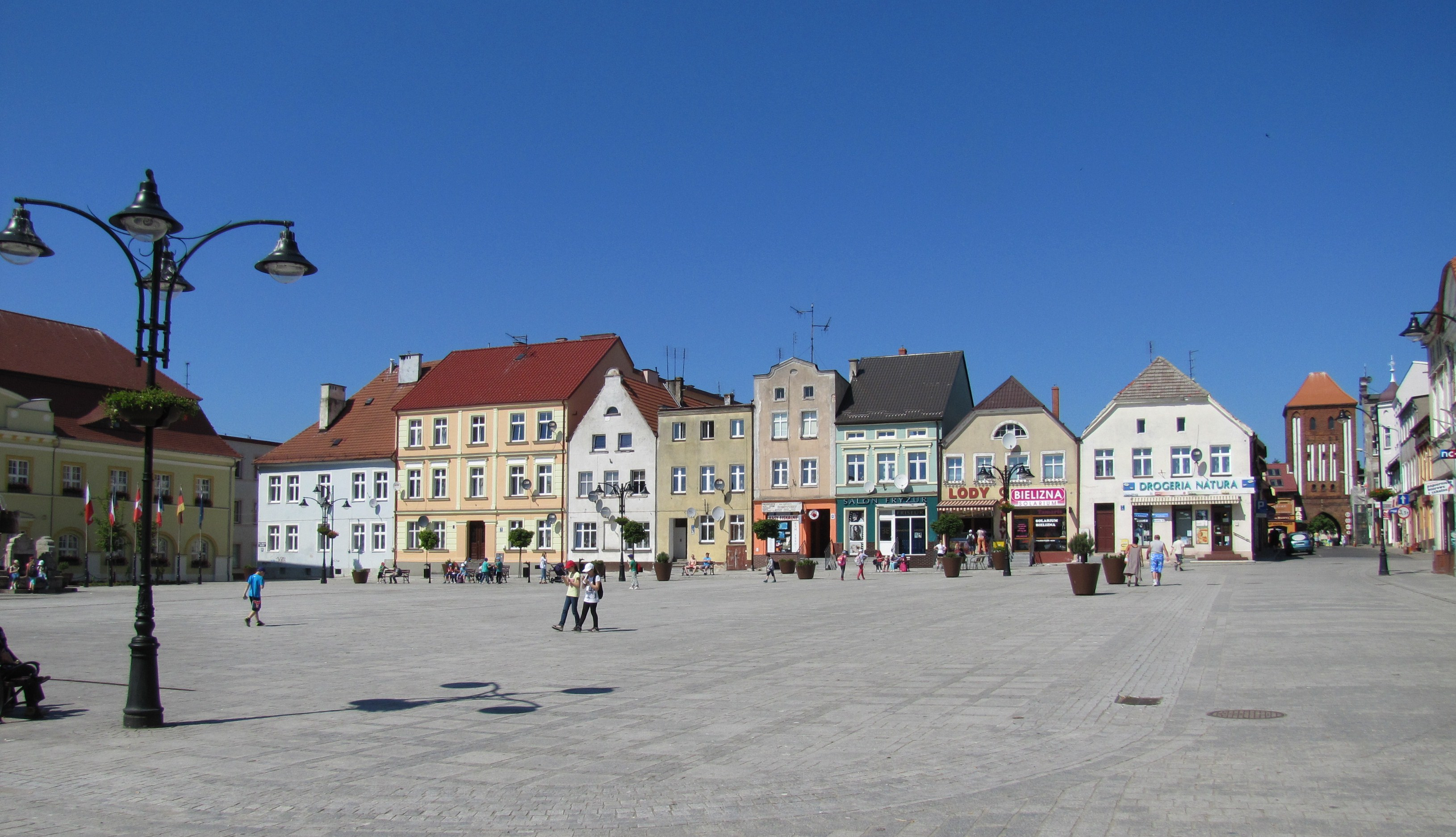
Náměstí starého města v Darłowu
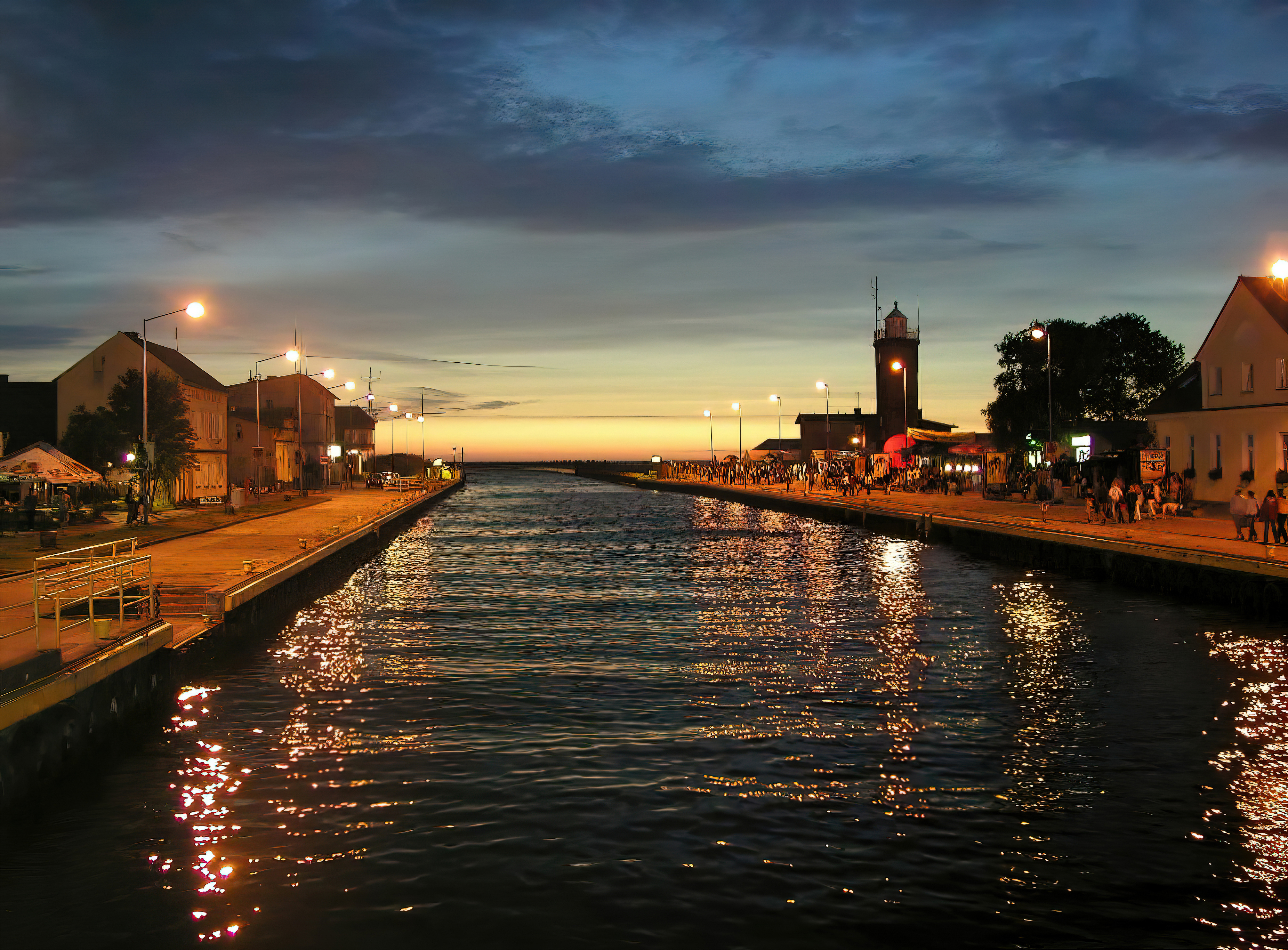
Ústí řeky Wieprzy do Baltu v Darłówku
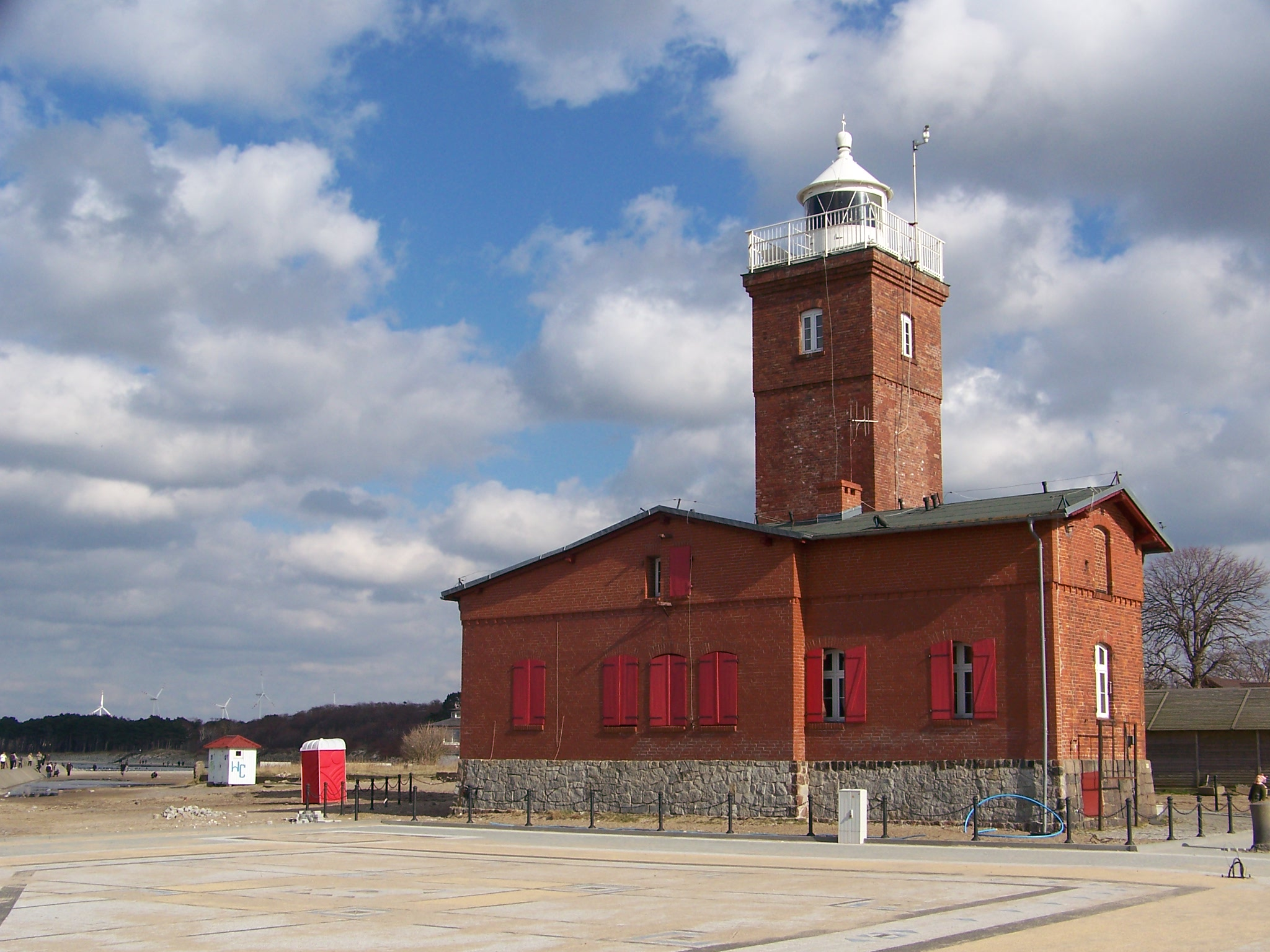
Proslulý maják v Darłówku
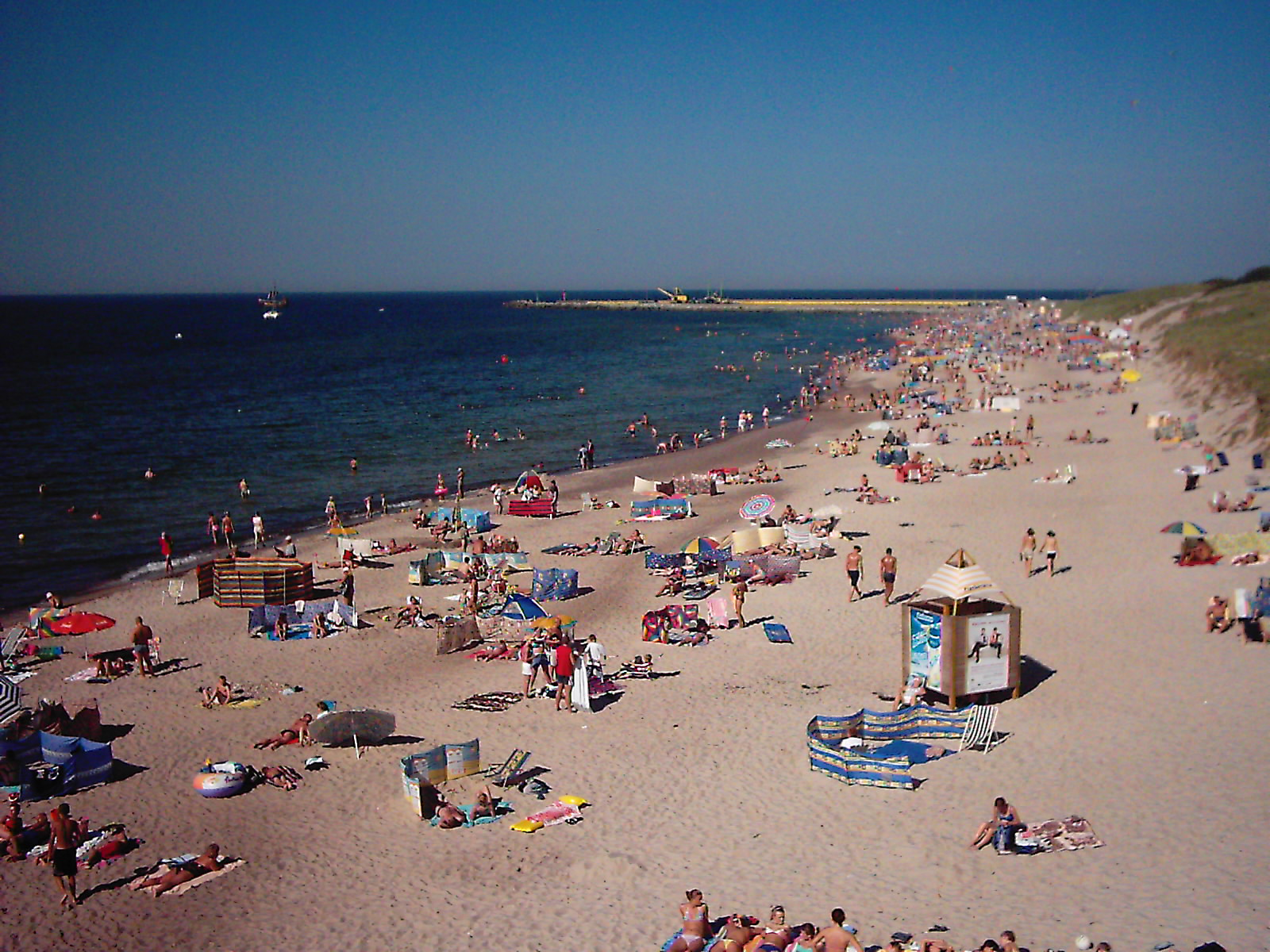
Pláž v Darłówku
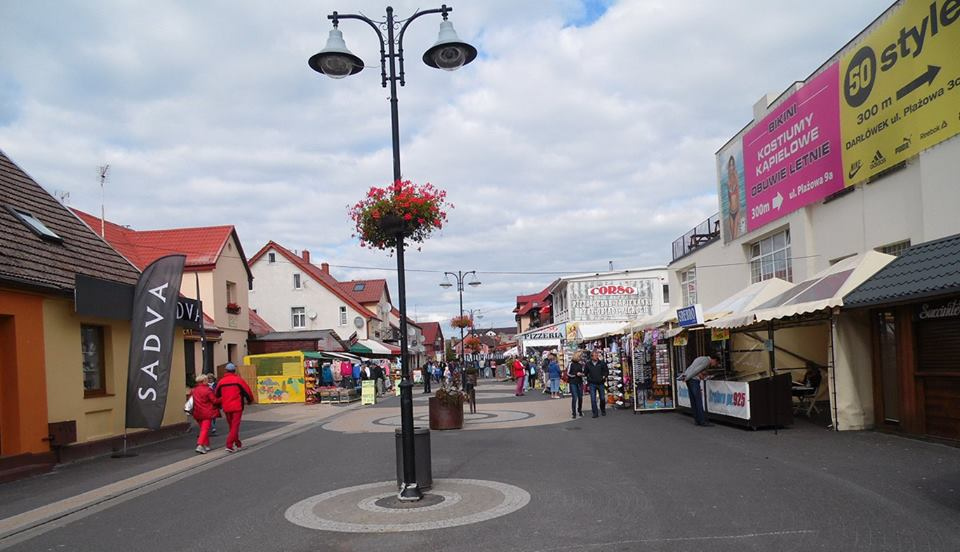
Ulice Władysława IV, hlavní třída Darłówka

## Partnerská města
- Brake, Německo[5]
- Gardelegen, Německo
- Hässleholm, Švédsko
- Nexø, Dánsko
- Saint-Doulchard, Francie
- Starý Hrozenkov, Česko
- Zingst, Německo